# Stowarzyszenie Federacji Młodzieży Walczącej
Stowarzyszenie Federacji Młodzieży Walczącej zawiązane zostało w 2007 roku z inicjatywy byłych członków Federacji Młodzieży Walczącej (FMW), jako organizacja o zasięgu ogólnopolskim (z autonomicznymi strukturami zarządczymi na szczeblu regionalnym). Zrzesza wszystkich identyfikujących się z ideami założycielskimi. Stowarzyszenie zapewnia wsparcie i opiekę byłym działaczom FMW i ich rodzinom (w tym osobom osieroconym), a także osobom związanym z innymi opozycyjnymi organizacjami młodzieżowymi. Celem stowarzyszenia jest propagowanie idei patriotycznych i rozwój społeczno-gospodarczy Polski. Stowarzyszenie FMW realizuje swoje cele poprzez: pomoc osobom potrzebujących; edukację (w tym szkolenia) w obszarze praw człowieka, swobód obywatelskich i praw konsumenta; walkę z wykluczeniem społecznym i bezrobociem; udział w inicjatywach na rzecz integracji europejskiej i rozwoju społeczności lokalnych. Zajmuje się też gromadzeniem i archiwizacją materiałów z okresu konspiracji solidarnościowej.

## Zbiory archiwalne
Zbiory archiwalne będące w posiadaniu Stowarzyszenia dotyczą historii działalności Federacji Młodzieży Walczącej oraz innych pokrewnych organizacji w latach 80 XX wieku. Na zasób składają się fotografie przedstawiające m.in. happeningi FMW, akcje propagandowe, strajki, manifestacje, spotkania towarzyskie, działalność drukarską. Część zdjęć pochodzi ze zbiorów działaczy FMW. Stowarzyszenie gromadzi również wspomnienia działaczy FMW z Warszawy, Wrocławia, Szczecina, Gdańska, Gdyni; materiały SB i MO przechowywane w Instytucie Pamięci Narodowej, dotyczące działalności opozycyjnej członków FMW; oficjalne teksty FMW; czasopisma drugiego obiegu takie jak: "Monit", "Nasze Wiadomości", "Bomba", "Bunt", "Róbmy swoje", "Nie chcemy komuny", "Sarmata", "ABC", "BMW", "Antymantyka"; plakaty, ulotki, szablony, transparenty, znaczki pocztowe, kalendarze, kartki okolicznościowe, filmy dokumentalne.
Archiwum Federacji Młodzieży Walczącej powstało w 2007 roku na podstawie umowy pomiędzy Fundacją Ośrodka KARTA a Stowarzyszeniem Federacji Młodzieży Walczącej. Zbiór liczy 110 tytułów prasy federacyjnej oraz około 350 dokumentów przekazanych do Archiwum Opozycji. Osobny zbiór stanowią fotografie, które wchodzą w skład Archiwum Fotografii Ośrodka KARTA.